# اوپالنیکا
اوپالنیکا (به لاتین: Opalenica) یک شهر و گمینا در لهستان است که در گمینا اوپالنگتسا واقع شده‌است. اوپالنیکا ۶٫۴۲ کیلومتر مربع مساحت و ۹٬۱۰۴ نفر جمعیت دارد.